# Elektronenstrahl

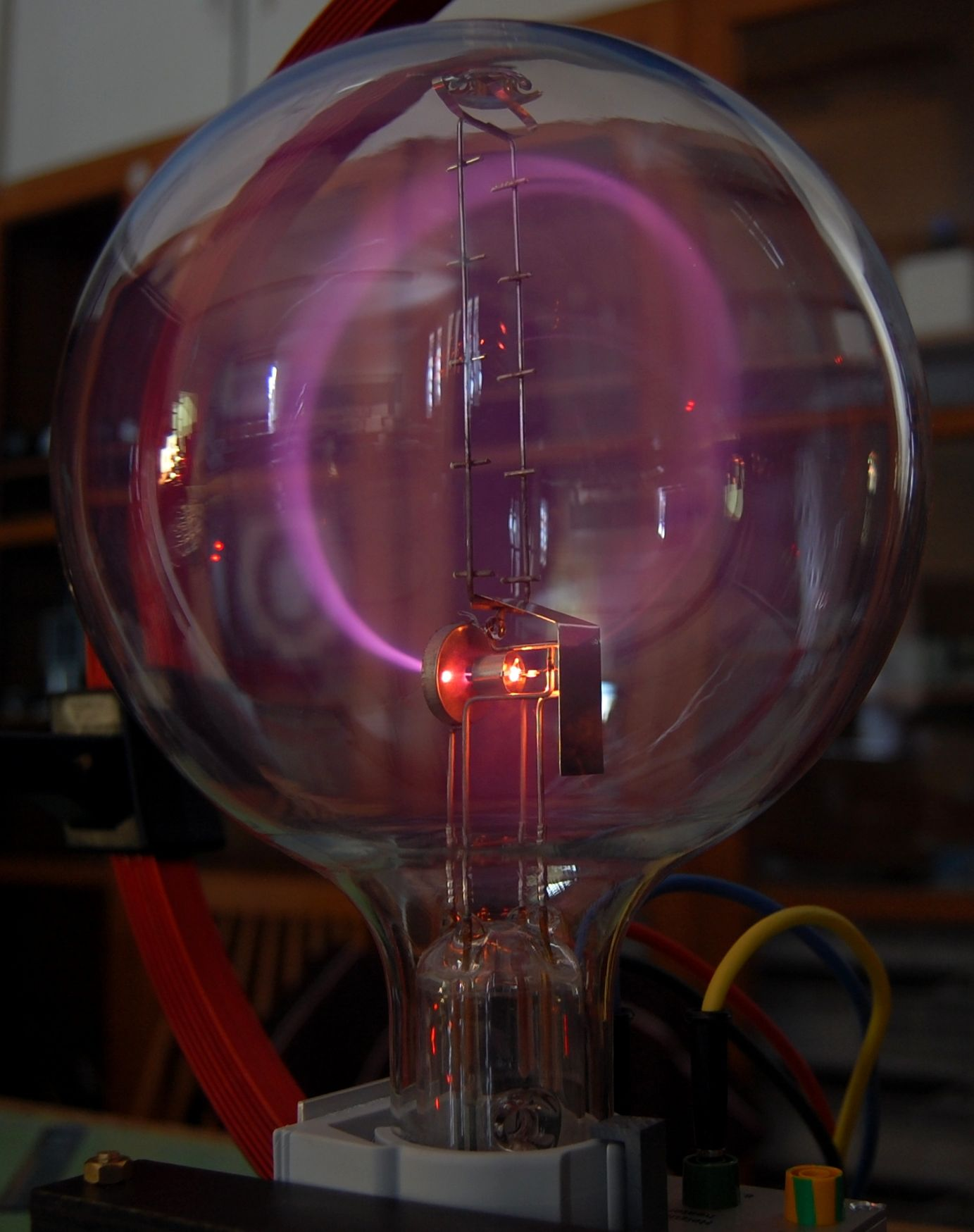
Ein Elektronenstrahl, durch Stöße mit verdünntem Gas als farbige Spur sichtbar gemacht. Ein Magnetfeld biegt den Strahl zu einem Kreis.

Ein Elektronenstrahl, früher auch Kathodenstrahl, ist ein technisch erzeugtes Strahlenbündel  aus Elektronen. Da Elektronen in der Luft der Atmosphäre sehr schnell ihre Energie verlieren, benötigen Elektronenstrahlen ein Vakuum oder zumindest einen gegenüber der Atmosphäre deutlich verminderten Gasdruck. Mit Betastrahlung wird demgegenüber die ungebündelte natürliche Elektronen- oder Positronenstrahlung aus radioaktiven Zerfällen bezeichnet.
Elektronenstrahlen bilden die Grundlage für die Bildröhren, mit der lange Zeit Fernseher, Computermonitore oder Oszilloskope betrieben wurden.

## Erzeugung
Technisch erzeugte Strahlenbündel von Elektronen werden als Elektronenstrahl bezeichnet. Die Strahlerzeugung erfolgt technisch meist mit einer Elektronenkanone, einem Strahlensystem, wie es auch in der Kathodenstrahlröhre (Braunschen Röhre und Bildröhre) vorkommt. Die Elektronen werden aus einer Glühkathode freigesetzt und durch ein elektrisches Feld beschleunigt. Eine weitere Beschleunigung kann mit Teilchenbeschleunigern (Linearbeschleuniger, Betatron, Mikrotron, Synchrotron) erfolgen.
Bei der Entdeckung der Kathodenstrahlen traten Strahlen durch eine Öffnung in einer der Kathode gegenüberliegenden (positiven) Anode aus und verursachten Leuchterscheinungen. Man bezeichnete diese offensichtlich von der Kathode ausgehenden Strahlen daher als Kathodenstrahlen. Die bei kalter Kathode entstehenden Strahlen einer Gasentladung bezeichnete man demgegenüber als Kanalstrahlen. Erst später erkannte man, dass erstere aus Elektronen und letztere aus (positiven) Ionen bestanden.

## Geschichte

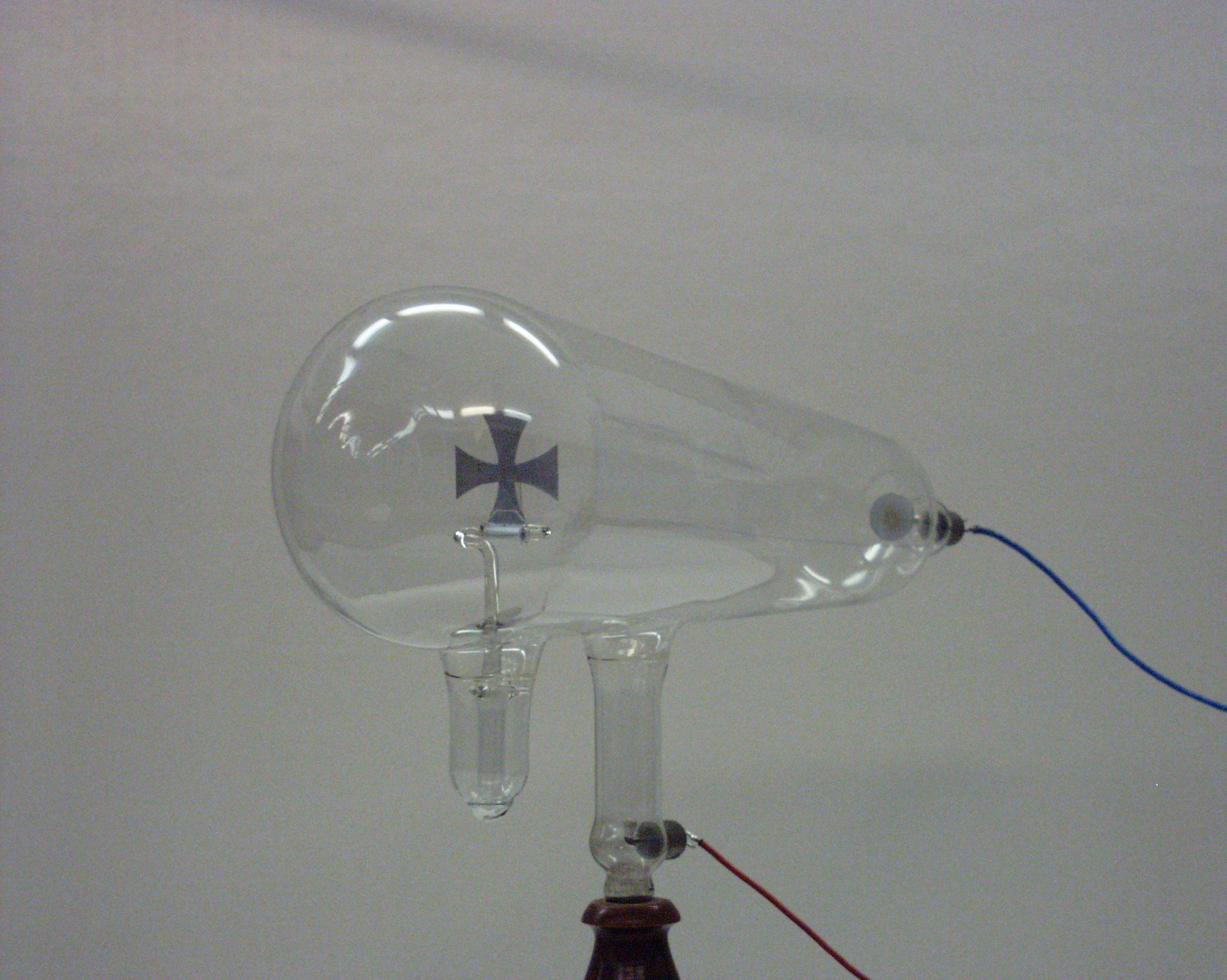
Eine Schattenkreuzröhre

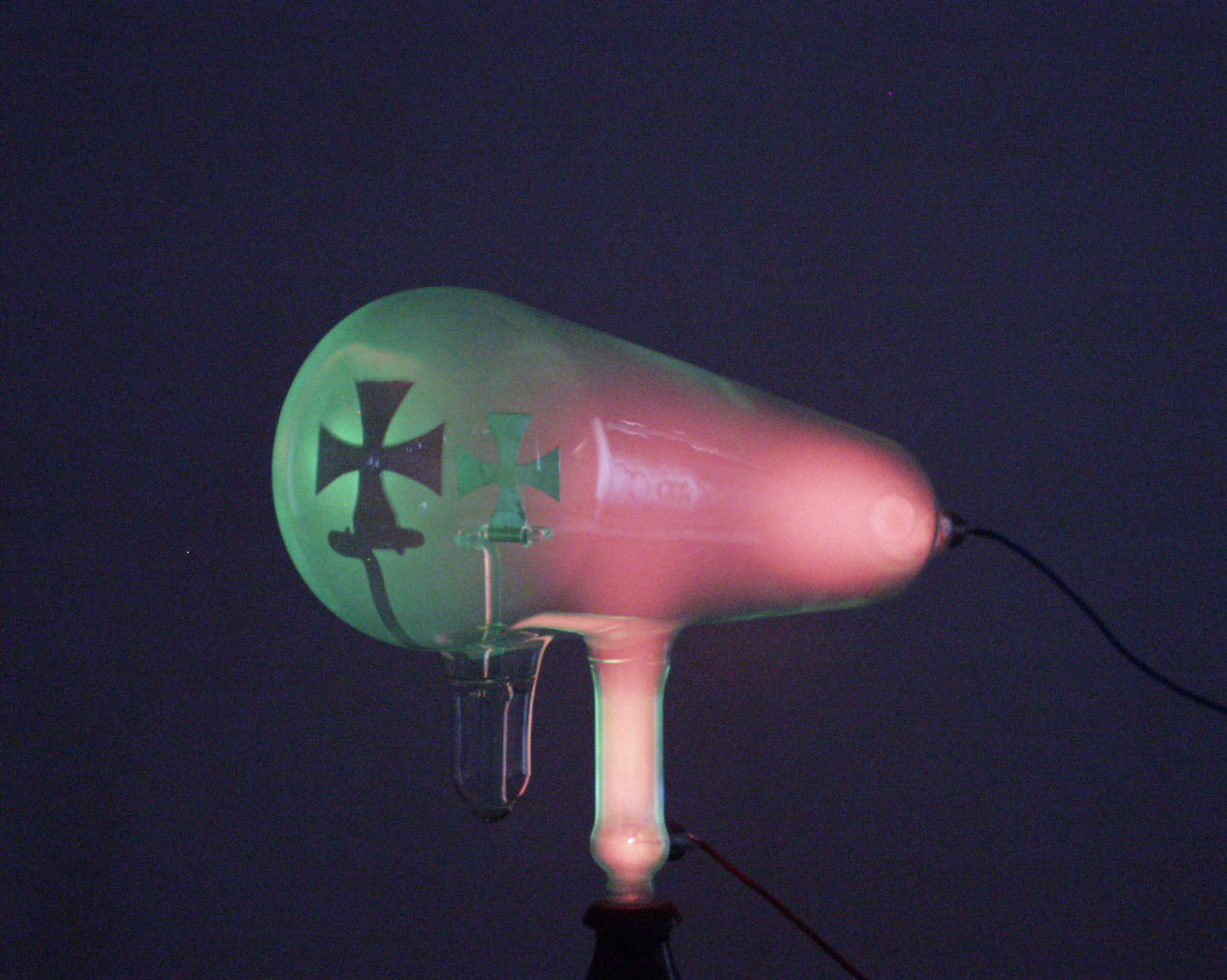
Schattenkreuzröhre in Betrieb. Auf der linken Seite der Röhre ist in der Leuchterscheinung ein Schatten der kreuzförmigen Anode zu sehen.

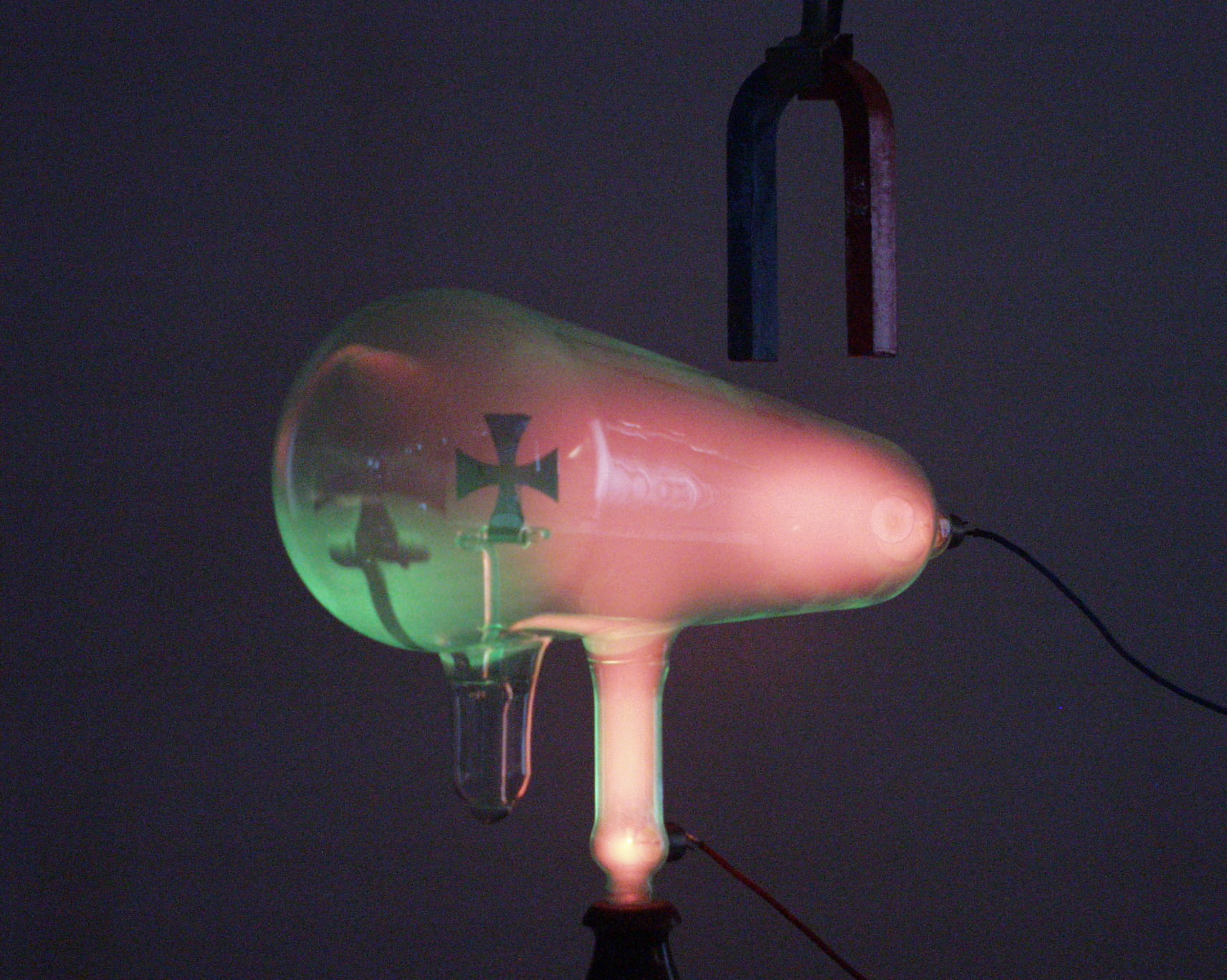
Durch ein Magnetfeld wird der Schatten der Anode verschoben -- in diesem Fall nach unten.

Untersuchungen wurden stimuliert durch die Suche nach den kleinsten Teilchen der Elektrizität, wie sie nach den Faradayschen Gesetzen existieren sollten. Man untersuchte deshalb elektrische Vorgänge in verdünnten Gasen und fand dabei Leuchterscheinungen. Julius Plücker verwendete Gasentladungsröhren, in denen Kathoden erhitzt wurden. Er und sein Schüler Johann Hittorf stellten 1869 fest, dass
1. sich aus den Kathoden eine Art elektrischer Strahlung geradlinig ausbreitete,
2. dazwischen gestellte Gegenstände einen Schatten werfen,
3. sich die Strahlung durch ein Magnetfeld ablenken ließ.

Der Begriff Kathodenstrahlen wurde 1876 von Eugen Goldstein geprägt. William Crookes, der für diese Untersuchungen die Schattenkreuzröhre erfand, stellte 1879 fest, dass diese Strahlen auch in hoch evakuierten Röhren auftraten, in denen ansonsten keine Leuchterscheinungen der Gasentladung mehr zu erkennen waren. Außerdem erkannte er, dass sie Festkörper erwärmen und einen Druck ausüben. Dies führte zur Erkenntnis, dass Kathodenstrahlen aus Teilchen bestehen. Den Teilchencharakter (Entdeckung des Elektrons) der Kathodenstrahlen erkannte 1897 J. J. Thomson.
Erstmals wurden Kathodenstrahlen systematisch von Philipp Lenard in den 90er Jahren des 19. Jahrhunderts untersucht, der ab 1892 grundlegende Studien durchführte. Er baute hierfür das so genannte Lenard-Fenster, das aus einem Gitter mit einer aufgebrachten Metallfolie bestand, und erkannte, dass die Kathodenstrahlen eine Folie aus mehreren tausend Atomschichten durchqueren konnten. Zudem stellte Lenard fest, dass Kathodenstrahlen Fotoplatten belichten und bei geeigneten Stoffen Phosphoreszenz hervorrufen können.

## Beschleunigung und Ablenkung
Ein Elektronenstrahl besteht aus schnell bewegten, elektrisch geladenen Teilchen, den Elektronen. Elektronen tragen jeweils eine elektrische Elementarladung. Damit repräsentiert der Elektronenstrahl einen elektrischen Strom. Wie jeder elektrische Strom erzeugt ein Elektronenstrahl ein Magnetfeld. Wegen der elektrischen Ladung der Elektronen lässt sich die Bahn des Elektronenstrahls sowohl mit elektrischen als auch mit Magnetfeldern beeinflussen.
Mit geeignet angeordneten, unter elektrischer Spannung stehenden Elektroden oder von elektrischem Strom durchflossenen Spulen kann der Strahl abgelenkt werden. Elektroden eignen sich außerdem dafür, die Elektronen zu beschleunigen oder zu bremsen. Man spricht dann von einem beschleunigten oder abgebremsten Elektronenstrahl. Neben der Geschwindigkeit kann mit Elektroden auch die Divergenz des Strahls beeinflusst werden. Die für die Aufweitung oder Fokussierung des Strahls eingesetzten Elektroden bilden die Elektronenoptik.
Die Beschleunigung von elektrischen Ladungen ist unvermeidlich mit der Abgabe von Bremsstrahlung verbunden. Dies wird in Undulatoren ausgenutzt, um sehr kurzwellige elektromagnetische Strahlung zu erzeugen. Da die Energie der Bremsstrahlung der kinetischen Energie der Elektronen verloren geht, ist die Bremsstrahlung ein begrenzender Faktor bei der Auslegung von Synchrotrons und anderen Anlagen, die Elektronen auf sehr hohe kinetische Energie bringen.

## Streugesetz
Lenard fand das Streugesetz:
{\displaystyle N(x)=N_{0}e^{-\alpha \cdot x}}
mit:
{\displaystyle N_{0}} = Zahl der Elektronen vor der Folie, {\displaystyle \alpha } = Absorptionskoeffizient, {\displaystyle x} = Foliendicke.
Es gab vielerlei Versuche, die Masse der Teilchen zu bestimmen, aus denen die Kathodenstrahlen bestanden. Dies jedoch gelang erst Joseph John Thomson (1856–1940). Thomson setzte ein stark verbessertes Vakuum ein und konnte das Verhältnis der Ladung zur Masse durch elektrostatische Ablenkung der Kathodenstrahlen bestimmen.

## Anwendungsbereiche

### Bilderzeugung

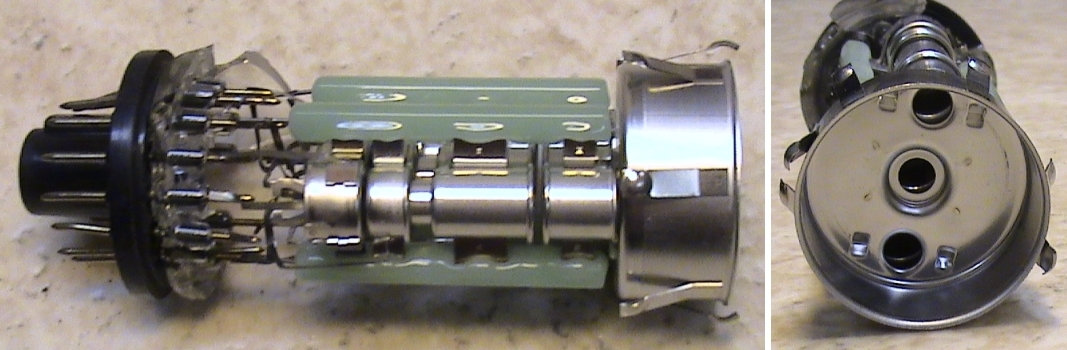
Dreifach-Elektronenkanone aus einer Farbbildröhre, Länge etwa 120 mm

Die erste nennenswerte technische Anwendung fanden Elektronenstrahlen in der Kathodenstrahlröhre, die von Karl Ferdinand Braun 1897 entwickelt wurde. Der Elektronenstrahl wird auf einem fluoreszierenden Schirm im Innern der Röhre sichtbar, wo er auf diesen auftrifft.
Anwendungen sind der Kathodenstrahloszillograph (Vektorgrafik) und die Bildröhre (Rasterdarstellung).

### Erzeugung elektromagnetischer Wellen
Abgelenkte Elektronenstrahlen mit relativistischer Geschwindigkeit dienen an Synchrotrons u. a. als Quelle für elektromagnetische Strahlung (Synchrotronstrahlung) von Infrarot bis zu weicher Gammastrahlung. Auch der Freie-Elektronen-Laser nutzt die Synchrotronstrahlung eines abgelenkten Elektronenstrahles.
In der Röntgenröhre trifft ein Elektronenstrahl auf eine Metallplatte und erzeugt durch das Abbremsen Röntgenbremsstrahlung. Sie wird zur medizinischen Untersuchung bzw. Therapie, in der Sicherheitstechnik (Flughafen-Gepäckkontrolle) und in der Werkstoffforschung.
Elektronenstrahlen werden zum Generieren und Verstärken von Hochfrequenz beziehungsweise Mikrowellen eingesetzt, siehe hierzu Wanderfeldröhre, Klystron, Gyrotron.

### Elektronenstrahltechnologie
Elektronenstrahlen wechselwirken stark mit Materie, so erhitzt sich beispielsweise ein Festkörper, wenn er mit Elektronenstrahlen bestrahlt wird. Ausgenutzt wird dies unter anderem zum Aufschmelzen von Materialien beispielsweise beim Elektronenstrahlschmelzen oder als Heizer beim Elektronenstrahlverdampfer.
In der Metallbearbeitung werden Elektronenstrahlen hoher Leistung (Größenordnung 100 kW) zum Schmelzen, Härten, Glühen, Bohren, Gravieren und Schweißen eingesetzt. Die Bearbeitung geschieht meist im Vakuum (Druck maximal 10−2 mbar).
Beim Elektronenstrahlschweißen an Atmosphärendruck (engl. non-vacuum electron beam welding, NVEBW) kann ein Elektronenstrahlschweißvorgang jedoch auch unter Normaldruck geschehen. Hierbei kann der Arbeitsabstand zwischen Strahlaustritt und Werkstück nur bei bis etwa 20 Millimetern liegen, da der Elektronenstrahl mit der Luft wechselwirkt und gestreut wird. Der Übergang vom Hochvakuum zum Atmosphärendruck geschieht über mehrere Druckstufen.
Es lassen sich mit schnell abgelenkten Strahlen Strukturen im Mikrometerbereich herstellen, z. B. beim Elektronenstrahlabgleich. Feinste Elektronenstrahlen eignen sich auch zur Strukturierung im Nanometerbereich, beispielsweise bei der Elektronenstrahllithografie.

### Elektronenmikroskopie und Mikrosonden
Den Elektronen eines Elektronenstrahles lassen sich nach Louis de Broglie entsprechend ihrer Energie auch Wellenlängen zuordnen, sie sind aber selbst keine elektromagnetische Welle. Ihre De-Broglie-Wellenlänge liegt für typische Energien dabei weit unterhalb eines Nanometers. Elektronenstrahlen weisen daher keine Einschränkungen des Auflösungsvermögens aufgrund von Beugungserscheinungen auf.
Aufgrund der ausgeprägten Wechselwirkung mit Materie werden Elektronen neben der Abbildung auch zur Analyse der inneren Struktur und der Oberfläche von Festkörpern eingesetzt, siehe Elektronenstrahlmikroanalyse. Bei der Massenspektrometrie können Elektronenstrahlen zum Ionisieren von Festkörperoberflächen eingesetzt werden.